# Данга Вісвалдіс Рудольфович
Вісвалдіс Рудольфович Данга (латис. Visvaldis Danga; нар. 29 грудня 1956) — радянський та латвійський футболіст, захисник.

## Життєпис
Дебютував у змаганнях майстрів у 1977 році у клубі «Даугава» (Рига), який грав у другій лізі СРСР, провів у його складі два сезони. У 1979 році призваний в армію й провів півтора сезону в команді СКА (Хабаровськ) у другій та першій лізі. Переможець зонального турніру другої ліги 1979 року, зіграв у вище вказаному сезоні 9 матчів. У 1980 році виходив на поле у всіх 46 матчах першої ліги, а команда у дебютному сезоні фінішувала шостою.
Сезон 1981 року розпочав у «Кривбасі» з Кривого Рогу, який грав у другій лізі та став переможцем турніру. Влітку 1981 року перейшов до дніпропетровського «Дніпра», у його складі дебютував у вищій лізі 11 липня 1981 року у матчі проти ростовського СКА. Загалом у вищій лізі зіграв 7 матчів, із них у чотирьох виходив у стартовому складі. Ще до закінчення сезону 1981 року повернувся до «Кривбасу». Продовжував виступати за криворізький клуб у другій лізі до 1985 року, зіграв понад 180 матчів.
З 1986 року протягом п'яти сезонів грав за «Звейнієкс»/«Олімпію» з Лієпаї у другій та другій нижчій лігах. У 1991 році частину сезону провів у клубі «Прогрес» (Черняхівськ) у другій нижчій лізі, а також грав за «Олімпію» у чемпіонаті Латвійської РСР серед КФК, став бронзовим призером та увійшов до символічної збірної турніру. 1992 року зіграв 20 матчів за «Олімпію» у вищій лізі Латвії, після закінчення сезону завершив кар'єру.
У листопаді 1991 року зіграв 2 матчі за збірну Латвії на Кубку Балтії, проте ці матчі не включаються до списку офіційних поєдинків збірної.